# Gianvito Martino
Gianvito Martino (Bergamo, 9 agosto 1962) è un neuroscienziato italiano.

## Biografia
Laureatosi in medicina e chirurgia presso l'Università degli Studi di Pavia nel 1987, nel 1991 ha ottenuto la specializzazione in Neurologia presso la stessa università. Tra il 1990 e il 1992 ha frequentato, da esterno, il Karolinska Institute di Stoccolma e il Dipartimento di Neurologia dell'Università di Chicago. Dal 1999 lavora presso l'Ospedale San Raffaele di Milano nel quale è diventato direttore è stato direttore dell'Unità di Neuroimmunologia dal 1997, direttore della divisione di Neuroscienze dal 2008 e direttore scientifico dal 2016..
Dal 2015 è professore ordinario di Biologia applicata presso l’Università Vita-Salute San Raffaele. Ha presieduto l'Associazione Italiana di Neuroimmunologia (2009-2012) e l'International Society of Neuroimmunology (2012-2014). Dal 2017 è membro del Comitato Scientifico della Fondazione Scienza e Fede presso il Pontificio Consiglio della Cultura della Città del Vaticano. 

## Attività di ricerca
Il contributo scientifico di Gianvito Martino riguarda soprattutto i meccanismi molecolari e cellulari che stanno alla base dei processi di difesa e riparazione che avvengono nel sistema nervoso centrale (SNC). Nella sua carriera ha fatto scoperte con implicazioni nel campo della sclerosi multipla (SM) e delle malattie immuno-mediate del SNC.
Inizialmente ha focalizzato il suo interesse sullo studio dei mediatori solubili dell’infiammazione dimostrandone gli effetti bimodali (sia favorevoli che dannosi) sul sistema nervoso centrale: tali studi hanno contribuito a spiegare come queste molecole partecipano al processo patogenetico infiammatorio che sta alla base della SM così come di altre malattie immuno-mediate del SNC. I suoi lavori sono stati pubblicati sulle principali riviste scientifiche internazionali (Annals of Neurology 1989-1991-1992, Proceedings of National Academy of Sciences USA 1994-1996, Journal of Immunology 1999, Journal of Experimental Medicine 1999). Sulla base di questi risultati ha sviluppato nuovi approcci terapeutici in grado di stimolare gli effetti di neuroprotezione di alcune molecole-chiave.
Uno di questi è basato sull’utilizzo di strumenti di terapia genica in grado di veicolare le molecole protettive nel SNC aumentandone così l’efficacia terapeutica e riducendone i potenziali effetti collaterali. Dato che la somministrazione sistemica di molecole anti-infiammatorie in pazienti affetti da patologie infiammatorie del SNC ha una limitata efficacia terapeutica per la presenza della barriera emato-encefalica, è stato sviluppato un sistema di veicolazione basato su vettori virali ingegnerizzati con geni che codificano per molecole anti-infiammatorie e che entrano nel SNC attraverso il cosiddetto percorso ependimale-leptomeningeo (Gene Therapy 2000-2001-2004-2007-2008-2012, Human Gene Therapy 1998-1999, Journal of Immunology 2001, Trends in Immunology 2001). Questa strategia è tuttora considerata una delle modalità con cui potenzialmente trattare i disturbi neurologici infiammatori non controllabili dalle comuni terapie immunosoppressive somministrate per via sistemica.
Martino ha anche promosso l'idea che i disturbi cronici infiammatori e degenerativi del SNC potrebbero derivare da meccanismi di riparazione difettosi piuttosto che da eventi patogenetici incontrollabili, suggerendo che sarebbe importante indagare gli eventi molecolari e cellulari che determinano tali difetti di riparazione per sviluppare nuove e più efficaci terapie per le malattie neurologiche (Lancet Neurology 2004). Seguendo questa ipotesi, più recentemente il suo gruppo di ricerca ha dimostrato che le cellule staminali neurali possono essere usate come trattamento di malattie quali la SM non tanto per sostituire le cellule difettose, quanto per riparare i meccanismi difettosi alla base della malattia. Si è infatti dimostrato come le cellule staminali adulte neurali possono promuovere la riparazione del tessuto cerebrale danneggiato - sia in roditori che in primati non umani - secernendo fattori neurotrofici e immunomodulatori (Nature 2003, Nature 2005, Nature Review Neuroscience 2006, Proceedings National Academy of Sciences USA 2006, Nature Cell Biology 2007, Brain 2008, PLoS Medicine 2009, Nature Review Neurology 2010, Nature Neuroscience 2012, Journal of Neuroscience 2016, Journal Clinical Investigation 2017).
Più di recente, il gruppo di Gianvito Martino ha dimostrato che anche le cellule staminali embrionali - derivate da cellule della pelle riprogrammate in cellule staminali pluripotenti indotte (iPSCs) - possono essere efficacemente utilizzate come arma terapeutica in modelli animali di SM (Nature Communications 2013, Journal of Clinical Investigation 2015). Tutti questi studi hanno portato all'avvio di uno studio di Fase I, il primo del suo tipo al mondo, che prevede l’utilizzo di cellule staminali neurali fetali in pazienti con sclerosi multipla progressiva; la sperimentazione è iniziata il 26 maggio del 2017 (ad oggi sono stati già trapiantati 6 pazienti).
In riconoscimento del ruolo chiave svolto nello sviluppo di terapie a base di cellule staminali nella SM, ha guidato un panel di esperti di fama internazionale provenienti da tutto il mondo che ha definito le linee guida per l’uso di queste cellule nella SM. Questo sforzo è stato approvato e sponsorizzato dalle maggiori associazioni nazionali - cioè Australia, Canada, Francia, Italia, Regno Unito, USA - e dalla Multiple Sclerosis International Federation (MSIF) (Nature Review Neurology 2010).

## Attività di divulgazione scientifica
Gianvito Martino è stato tra i fondatori dell’associazione per la cultura SINAPSI - associazione no profit finalizzata alla divulgazione della cultura scientifica - di cui ha ricoperto la carica di Presidente dall’anno della sua fondazione, 1999, fino al 2008.
È stato tra i fondatori dell’Associazione BergamoScienza di cui è tutt’ora membro del comitato direttivo e presidente del comitato scientifico. L’associazione BergamoScienza è un’associazione no profit finalizzata alla divulgazione della scienza e che dal 2003 organizza il festival della scienza ‘BergamoScienza’.
Ha scritto per varie testate giornalistiche - quali il Corriere della Sera, Il Sole 24 Ore, La Stampa - ed ha partecipato come relatore a numerose manifestazioni di divulgazione scientifica nazionali ed internazionali.
La sua attività divulgativa si è poi concretizzata nella pubblicazione di vari libri tra i quali ‘Il cervello. La scatola delle meraviglie’ (2008), ‘La medicina che rigenera. Non siamo nati per invecchiare’ (2009), ‘Identità e mutamento. La biologia in bilico’ (2010), libro vincitore del Premio Fermi Città di Cecina 2011 per la divulgazione scientifica, ‘Il cervello gioca in difesa: storie di cellule che pensano (2013)’, libro vincitore del 1º Premio per la Divulgazione Scientifica dell’Associazione Italiana del Libro, ‘In crisi d’identità. Contro natura o contro la natura? (2014)’, ‘Le forme della vita, scienza e bellezza nella mente dei Nobel (2014)’, e ‘Il cervello tra cellule ed emozioni (2017)’.